# Le Tignet
Le Tignet est une commune française située dans le département des Alpes-Maritimes en région Provence-Alpes-Côte d'Azur. Ses habitants sont appelés les Tignetans.

## Géographie

### Localisation
Située à la limite ouest du département, la commune du Tignet est séparée du département du Var par le fleuve côtier Siagne.

### Géologie et relief
Le col dit de Collebasse est le point le plus élevé du Tignet.
La montagne la plus proche de Le Tignet est La Croix de Cabris,.

### Sismicité
Commune située dans une zone de sismicité moyenne.

### Hydrographie et les eaux souterraines
Cours d'eau sur la commune ou à son aval :
- fleuve côtier la Siagne,
- rivière le Biançon,
- la font du roure,
- ruisseau le riou.

Le Tignet dispose de la station d'épuration intercommunale de Peymeinade d'une capacité de 20 000 Équivalent-habitants.

### Climat
Pour des articles plus généraux, voir Climat de Provence-Alpes-Côte d'Azur et Climat des Alpes-Maritimes.
En 2010, le climat de la commune est de type climat méditerranéen franc, selon une étude du Centre national de la recherche scientifique s'appuyant sur une série de données couvrant la période 1971-2000. En 2020, Météo-France publie une typologie des climats de la France métropolitaine dans laquelle la commune est exposée à un climat méditerranéen et est dans la région climatique  Var, Alpes-Maritimes, caractérisée par une pluviométrie abondante en automne et en hiver (250 à 300 mm en automne), un très bon ensoleillement en été (fraction d’insolation > 75 %), un hiver doux (8 °C) et peu de brouillards. 
Pour la période 1971-2000, la température annuelle moyenne est de 14 °C, avec une amplitude thermique annuelle de 15,8 °C. Le cumul annuel moyen de précipitations est de 1 034 mm, avec 6,4 jours de précipitations en janvier et 2,6 jours en juillet. Pour la période 1991-2020, la température moyenne annuelle observée sur la station météorologique de Météo-France la plus proche, « St Cézaire sur Siagne », sur la commune de Saint-Cézaire-sur-Siagne à 5 km à vol d'oiseau, est de 13,3 °C et le cumul annuel moyen de précipitations est de 970,5 mm. 
La température maximale relevée sur cette station est de 36,4 °C, atteinte le 28 juin 2019 ; la température minimale est de −8,1 °C, atteinte le 12 février 2010,,. 
Les paramètres climatiques de la commune ont été estimés pour le milieu du siècle (2041-2070) selon différents scénarios d'émission de gaz à effet de serre à partir des nouvelles projections climatiques de référence DRIAS-2020. Ils sont consultables sur un site dédié publié par Météo-France en novembre 2022.

### Voies de communications et transports

#### Voies routières
Le Tignet est situé à 10 km à l'ouest de Grasse, entre Spéracèdes et Saint-Cézaire-sur-Siagne, par la départementale D13.

#### Transports en commun
- Transport en Provence-Alpes-Côte d'Azur

Commune desservie par le réseau "Sillages".

## Toponymie
Selon les historiens, le nom « Tignet » aurait pour origine le nom donné à leur camp par les Romains « Castrum de Antinhaco »,.

### Intercommunalité
Commune membre de la Communauté d'agglomération du Pays de Grasse.

## Urbanisme

### Typologie
Au 1er janvier 2024, Le Tignet est catégorisée ceinture urbaine, selon la nouvelle grille communale de densité à 7 niveaux définie par l'Insee en 2022.
Elle appartient à l'unité urbaine de Nice, une agglomération intra-départementale dont elle est une commune de la banlieue,. Par ailleurs la commune fait partie de l'aire d'attraction de Cannes - Antibes, dont elle est une commune de la couronne,. Cette aire, qui regroupe 24 communes, est catégorisée dans les aires de 200 000 à moins de 700 000 habitants,.

### Occupation des sols
L'occupation des sols de la commune, telle qu'elle ressort de la base de données européenne d’occupation biophysique des sols Corine Land Cover (CLC), est marquée par l'importance des forêts et milieux semi-naturels (56,1 % en 2018), en diminution par rapport à 1990 (59,6 %). La répartition détaillée en 2018 est la suivante : 
forêts (56,1 %), zones urbanisées (30,3 %), prairies (11 %), zones agricoles hétérogènes (2,5 %).
L'évolution de l’occupation des sols de la commune et de ses infrastructures peut être observée sur les différentes représentations cartographiques du territoire : la carte de Cassini (XVIIIe siècle), la carte d'état-major (1820-1866) et les cartes ou photos aériennes de l'IGN pour la période actuelle (1950 à aujourd'hui).

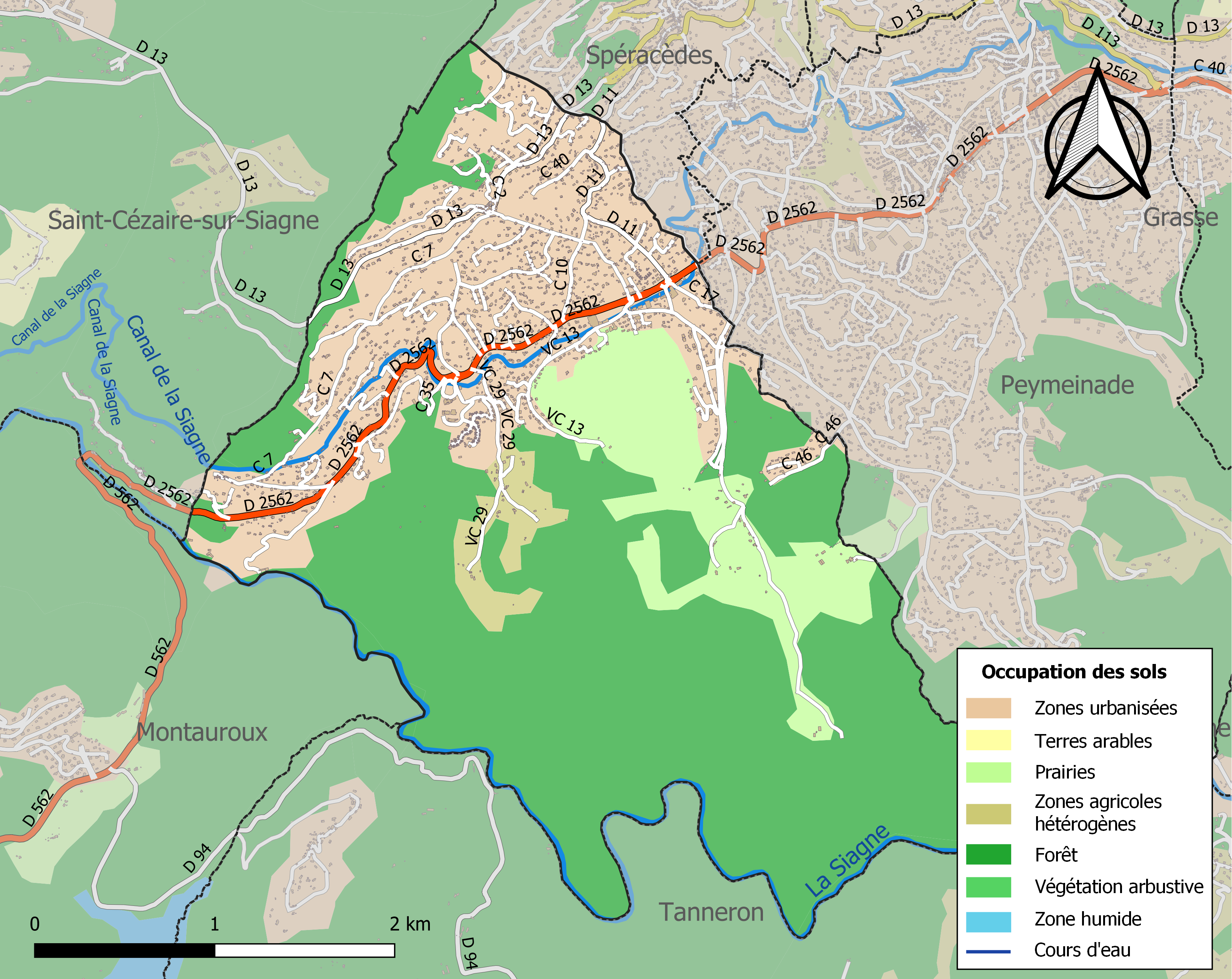
Carte de l'occupation des sols de la commune en 2018 (CLC).

## Histoire
Un habitat fortifié dénommé Le Tignet est mentionné durant la première moitié du XIIIe siècle. Le Tignet aurait (?) été un fort templier,,. Mais le « Castellaras » château garnison qui fut construit à la fin du XIIe siècle parfois dénommé «château des Sarrazins» ou «château des Templiers» ne semble avoir aucun rapport ni avec les uns ni avec les autres.
Ce que l'on peut vérifier, c'est la présence des ruines du Castellaras et, à l'est du hameau des Voyans, on note également les débris du château, du village et de la chapelle du Tignet médiéval, cités vers 1200.

## Politique et administration

### Liste des maires
| Période                                  | Période       | Identité                 | Étiquette | Qualité |
| ---------------------------------------- | ------------- | ------------------------ | --------- | --- |
| Les données manquantes sont à compléter. |               |                          |           | |
| ca. 1964                                 |               | Marius Campagno          |           | |
| Les données manquantes sont à compléter. |               |                          |           | |
| mars 2001                                | mars 2008     | René Debruyne            | DVD       | |
| mars 2008                                | novembre 2012 | Dominique-Jacques Bégard | DVD       | Maire de Spéracèdes (1985 → 2001) Décédé en fonction                                                                     |
| décembre 2012                            | juillet 2020  | François Balazun         | DVD       | Fonctionnaire Vice-président de la CA du Pays de Grasse (2012 → 2020) Élu à la suite d'une élection municipale partielle |
| juillet 2020                             | En cours      | Claude Serra             | DVD       | Ancien chargé de mission                                                                                                 |

### Budget et fiscalité 2016
En 2016, le budget de la commune était constitué ainsi :
- total des produits de fonctionnement : 2 073 000 €, soit 614 € par habitant ;
- total des charges de fonctionnement : 1 715 000 €, soit 508 € par habitant ;
- total des ressources d'investissement : 1 322 000 €, soit 391 € par habitant ;
- total des emplois d'investissement : 841 000 €, soit 249 € par habitant ;
- endettement : 316 000 €, soit 94 € par habitant.

Avec les taux de fiscalité suivants :
- taxe d'habitation : 9,71 % ;
- taxe foncière sur les propriétés bâties : 7,29 % ;
- taxe foncière sur les propriétés non bâties : 14,21 % ;
- taxe additionnelle à la taxe foncière sur les propriétés non bâties : 0,00 % ;
- cotisation foncière des entreprises : 0,00 %.

Chiffres clés Revenus et pauvreté des ménages en 2015 : médiane en 2015 du revenu disponible, par unité de consommation : 24 400 €.

## Population et société

### Démographie

#### Pyramide des âges
L'évolution du nombre d'habitants est connue à travers les recensements de la population effectués dans la commune depuis 1793. Pour les communes de moins de 10 000 habitants, une enquête de recensement portant sur toute la population est réalisée tous les cinq ans, les populations de référence des années intermédiaires étant quant à elles estimées par interpolation ou extrapolation. Pour la commune, le premier recensement exhaustif entrant dans le cadre du nouveau dispositif a été réalisé en 2008.

En 2022, la commune comptait 3 158 habitants, en évolution de −2,17 % par rapport à 2016 (Alpes-Maritimes : +2,85 %, France hors Mayotte : +2,11 %).
| 1793 | 1800 | 1806 | 1821 | 1831 | 1836 | 1841 | 1846 | 1851 |
| ---- | ---- | ---- | ---- | ---- | ---- | ---- | ---- | ---- |
| 151  | 141  | 157  | 142  | 209  | 205  | 225  | 258  | 292  |

| 1856 | 1861 | 1866 | 1872 | 1876 | 1881 | 1886 | 1891 | 1896 |
| ---- | ---- | ---- | ---- | ---- | ---- | ---- | ---- | ---- |
| 257  | 257  | 252  | 241  | 199  | 195  | 203  | 171  | 167  |

| 1901 | 1906 | 1911 | 1921 | 1926 | 1931 | 1936 | 1946 | 1954 |
| ---- | ---- | ---- | ---- | ---- | ---- | ---- | ---- | ---- |
| 160  | 158  | 151  | 139  | 130  | 139  | 136  | 118  | 160  |

| 1962 | 1968 | 1975 | 1982  | 1990  | 1999  | 2006  | 2008  | 2013  |
| ---- | ---- | ---- | ----- | ----- | ----- | ----- | ----- | ----- |
| 267  | 397  | 643  | 1 123 | 1 945 | 2 763 | 3 024 | 3 099 | 3 267 |

| 2018  | 2022  | - | - | - | - | - | - | - |
| ----- | ----- | - | - | - | - | - | - | - |
| 3 063 | 3 158 | - | - | - | - | - | - | - |

## Économie

### Entreprises et commerces

#### Agriculture et productions diverses
- Activités agricoles et d'élevage[38]. Le territoire communal du Tignet est soumis aux prescriptions de la loi du 9 janvier 1985 dite "Loi Montagne" engendrant des exigences particulières quant à la protection de l'agriculture, la préservation des espaces, paysages et milieux caractéristiques de la montagne, la maîtrise de l'urbanisation, éléments précisés par la DTA des Alpes Maritimes[39].
- Producteur de champignons de Paris[40].

#### Tourisme
- Gîtes ruraux, chambres d'hôtes[41].
- Restaurants à Andon, Briançonnet, Grasse, Saint-Auban[42]...

### Commerces et services
Commerces et services de proximité.

### Enseignement
Établissements d'enseignements :
- Écoles maternelle[45] et primaire[46],
- Collèges à Peymeinade, Grasse, Saint-Vallier-de-Thiey,
- Lycées à Grasse.

### Santé
Professionnels et établissements de santé :
- Médecins,
- Pharmacies à Le Tignet, Cabris, Peymeinade,
- Hôpitaux à Cabris, Grasse.

### Cultes
- Culte catholique, Paroisse Saint-Jean-Cassien[48], Diocèse de Nice.

## Culture locale et patrimoine

### Lieux et monuments
- Le castellaras du Tignet[49],[50].

Grotte du chemin du Castellaras.
- La Villa Le Pas de Pique située 1285, chemin de la voie romaine a été conçue par l'architecte Marcel Lods en 1961-1962[52].
- Église Saint-Hilaire[53].
- Église Saint-Jean-Cassien (nouveau village)[54].
- Chapelle du vieux cimetière.
- Fontaine-lavoir.
- Forteresse du Tignet.
- Plaque commémorative[55].
- Le Domaine de Grangeneuve s'étend sur les communes de Peymeinade et Le Tignet[56].

### Héraldique
| Blason de Tignet (Le) | Blason  | Taillé : au 1er d’azur à la tour d’or maçonnée de sable, au 2e de gueules au rameau d’olivier d’or posé en barre. |
| Blason de Tignet (Le) | Détails | Le statut officiel du blason reste à déterminer.                                                                  |

## Personnalités liées à la commune
- L'architecte Marcel Lods